# Like a Star (Corinne Bailey Rae)
Like a Star è un brano musicale della cantautrice britannica Corinne Bailey Rae, estratto come primo singolo dall'album Corinne Bailey Rae, album di esordio della cantante. Il brano fu nominato come canzone dell'anno ai Grammy Award del 2008.

## Tracce
7" Single EMI 3707687 (EMI) [eu] / EAN 0094637076873
1. Like A Star - 4:03
2. Enchantment (AMP Fiddler Remix) - 3:57

## Classifiche
| Classifica (2005/6) | Posizione più alta |
| ------------------- | ------------------ |
| Brasile             | 29                 |
| Paesi Bassi         | 100                |
| Regno Unito         | 32                 |
| Ungheria            | 24                 |